# 傅啓讓
傅啟讓（1380年—？），字仲禮，湖廣荊州府石首縣武侯轄人，明朝政治人物。進士出身。

## 生平
湖廣鄉試一百四十五名。永樂十年（1412年）壬辰科會試六十九名，殿試登進士第三甲第九名。

## 家族
曾祖傅清寧。祖父傅希賢。父亲傅克用。